# Alfred von Gramatzki
Alfred Johann von Gramatzki (* 20. September 1834 in Schrombehnen, Landkreis Preußisch Eylau, Ostpreußen; † 14. Juli 1888 ebenda) war ein deutscher Verwaltungsjurist und Politiker in Ostpreußen.

## Leben
Die Vorfahren hatten bereits um 1545 den polnischen Adel und erhielten diesen für die Familienlinien am Anfang des 19. Jahrhunderts auch in Preußen. Alfred von Gramatzki war der Sohn des Rittergutsbesitzers Adolf Ferdinand von Gramatzki (1806–1866), preußischer Adel 1834, und dessen Frau Marianne Salzmann (1811–1882). Archibald von Gramatzki war sein jüngerer Bruder. 
Alfred von Gramatzki studierte an der Ruprecht-Karls-Universität Heidelberg Rechtswissenschaft und wurde 1854 Mitglied des Corps Saxo-Borussia Heidelberg. Von 1870 bis 1883 war er Landrat des Kreises Memel im Regierungsbezirk Königsberg. Von 1883 bis 1888 war er Landesdirektor der Provinzialverwaltung Ostpreußen. Von 1884 bis 1887 war v. Gramatzki für den Reichstagswahlkreis Regierungsbezirk Danzig 2 konservativer Abgeordneter des Deutschen Reichstags. Gramatzki war Mitglied des Provinziallandtags der Provinz Ostpreußen. Von 1882 bis 1888 saß er als Abgeordneter des Wahlkreises Königsberg 1 (Memel, Heydekrug) im Preußischen Abgeordnetenhaus und gehörte der Fraktion der Konservativen Partei an. Er war Mitbesitzer zweier Rittergüter.
1877 heiratete er seine Frau Anna Elisabeth Richter, mit der er den 1879 geborenen Sohn Alfred Ferdinand hatte und der später Erbe der 1150 ha in Schrombehnen in Ostpreußen wurde.